# Petreius Aperbacchus
Petreius Aperbacchus, auch Peter Eberbach, Petrejus Aperbach (* um 1480 in Rothenburg ob der Tauber; † 1531 in  Heidelberg), war ein deutscher Humanist und Jurist.

## Leben
Aperbacchus wurde als Sohn des späteren Professors der Medizin und an der Universität Erfurt Georg Eberbach in Rothenburg ob der Tauber geboren. Unter dem Rektorat seines Vaters immatrikuliert er sich 1497 an der Universität in Erfurt. Er trat Verbindung zum Erfurter Humanistenkreis um Mutianus Rufus und Eobanus Hessus. Als 1505 in Erfurt die Pest ausbrach, flüchtete er nach Straßburg, wo er Verbindungen zum oberrheinischen Humanistenzirkel aufnahm.
In Wien macht er 1510 die Bekanntschaft von Ulrich von Hutten und Joachim von Watt, mit denen er zusammen wohnte. 1514 hielt er sich in Rom auf, wo er an der Gedichtanthologie „Coryciana“ mitarbeitete, was ihm zum humanistischen Gegner Roms machte. Als Anhänger der Ideen Johannes Reuchlins erscheint Aperbacchus ebenso in den Illustrium virorum epistolae ad Reuchlinum sowie in den Epistolae obscurorum virorum. Mit Hutten tauschte er Epigramme aus und pflegte mit ihm einen Briefwechsel.
Er schrieb humanistische Lyrik, humanistische Flugschriften und galt als „Säule im Dichterkönigreich“ des Hessus. Seine juristischen Fähigkeiten wurden geschätzt und ließen ihn ins Patriziat von Erfurt aufsteigen. In seinen Schriften vertrat er eine nationaldeutsche Haltung, der vor allem Deutschlands Freiheit am Herzen lag.

## Werke
- De generibus Ebriosorum